# Khánh Hải (thị trấn)
Khánh Hải là thị trấn huyện lỵ của huyện Ninh Hải, tỉnh Ninh Thuận, Việt Nam.

## Địa lý
Thị trấn Khánh Hải nằm ở trung tâm huyện Ninh Hải, có vị trí địa lý:
- Phía đông và phía bắc giáp xã Tri Hải qua Đầm Nại
- Phía tây giáp xã Hộ Hải và thành phố Phan Rang – Tháp Chàm
- Phía nam giáp Biển Đông (vịnh Phan Rang).

Thị trấn có diện tích 11,18 km², dân số năm 2019 là 16.425 người, mật độ dân số đạt 1.469 người/km².

## Lịch sử
Dưới thời Việt Nam Cộng hòa, Khánh Hải là một xã thuộc quận Thanh Hải, tỉnh Ninh Thuận và là nơi đặt quận lỵ quận Thanh Hải. Xã Khánh Hải khi đó có 6 thôn: Bình Sơn, Dư Khánh, Đài Sơn, Nhơn Sơn, Ninh Chử, Văn Sơn.
Sau năm 1975, xã Khánh Hải thuộc huyện Ninh Hải, tỉnh Thuận Hải. Đồng thời, chính quyền tách thôn Đài Sơn để sáp nhập với thôn Thanh Phong (thuộc xã Phan Rang) thành phường Thanh Sơn thuộc thị xã Phan Rang và tách 3 thôn: Bình Sơn, Nhơn Sơn, Văn Sơn để thành lập xã Văn Hải.
Ngày 1 tháng 9 năm 1981, Hội đồng Bộ trưởng ban hành Quyết định số 45-HĐBT. Theo đó, chuyển xã Khánh Hải về thị xã Phan Rang – Tháp Chàm mới thành lập.
Tuy nhiên, đến tháng 7 năm 1991, xã Khánh Hải lại được chuyển về huyện Ninh Hải.
Ngày 28 tháng 5 năm 1994, Chính phủ ban hành Nghị định 42-CP. Theo đó, chuyển xã Khánh Hải thành thị trấn Khánh Hải, thị trấn huyện lỵ của huyện Ninh Hải.

## Hành chính
Thị trấn Khánh Hải được chia thành 4 thôn: Dư Khánh I, Dư Khánh II, Ninh Chử và Cà Đú.

## Du lịch
- Bãi biển Ninh Chử

## Hình ảnh

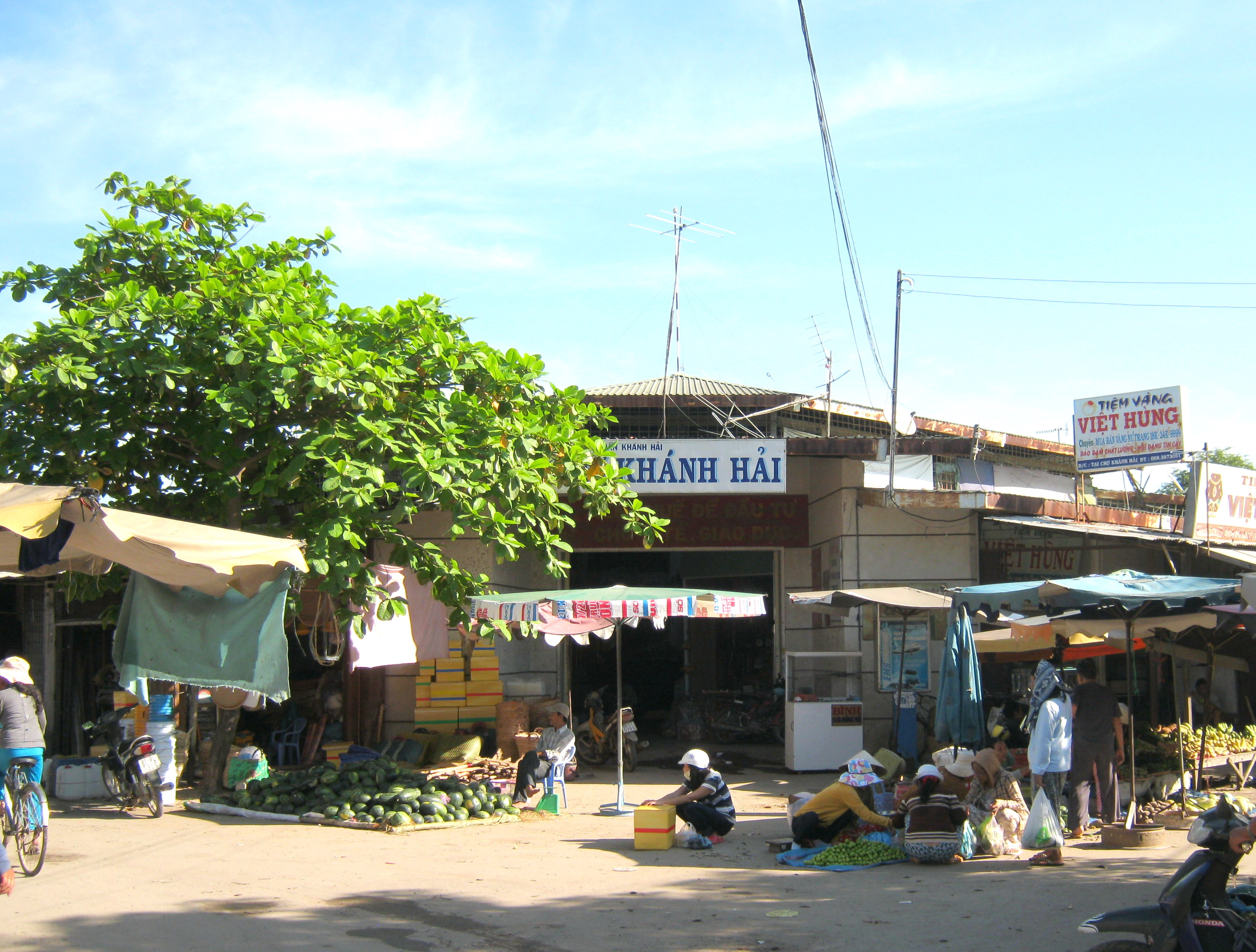
Chợ thị trấn Khánh Hải
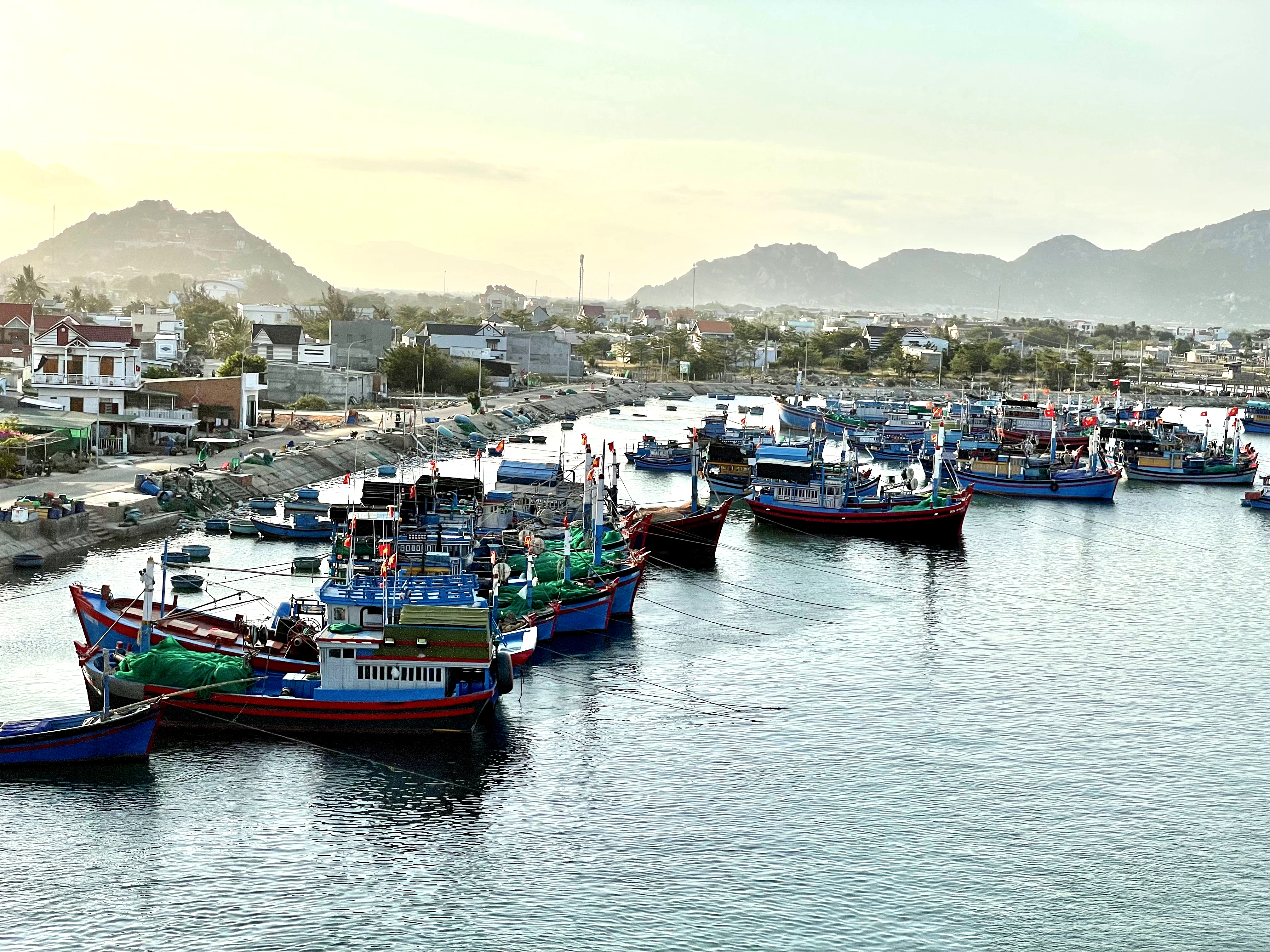
Bến tàu trên Đầm Nại
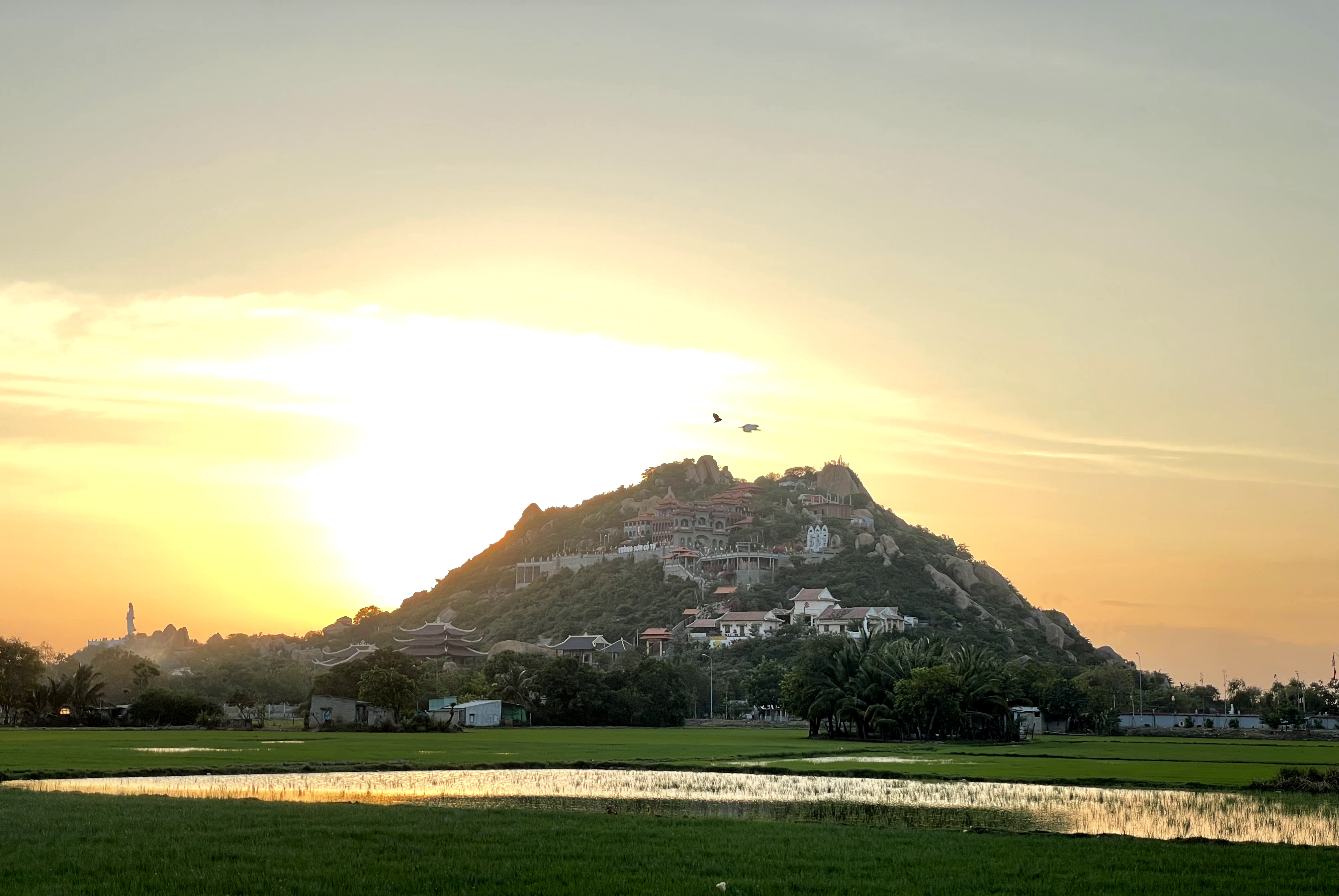
Núi đá Chồng
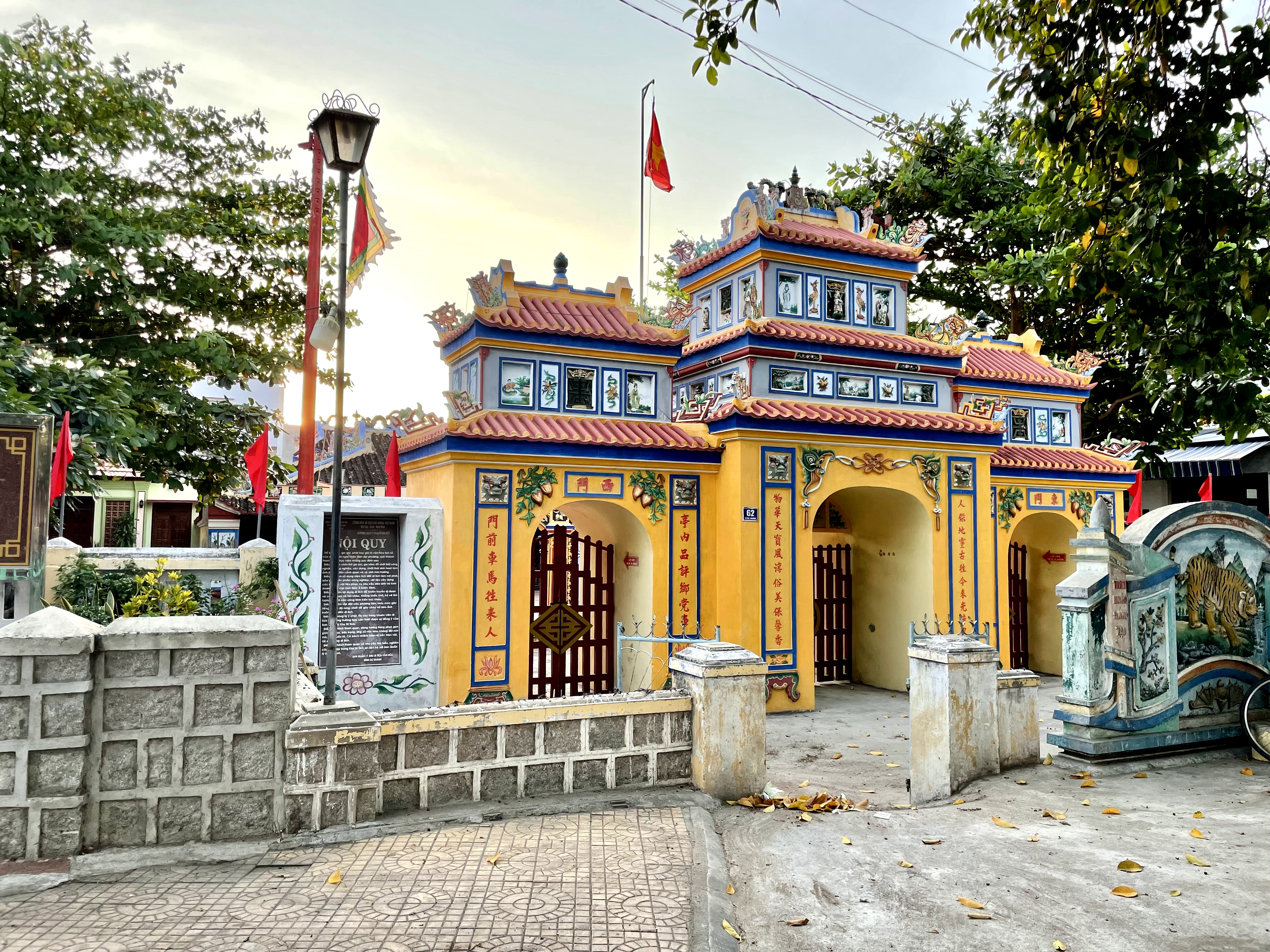
Đình làng Dư Khánh
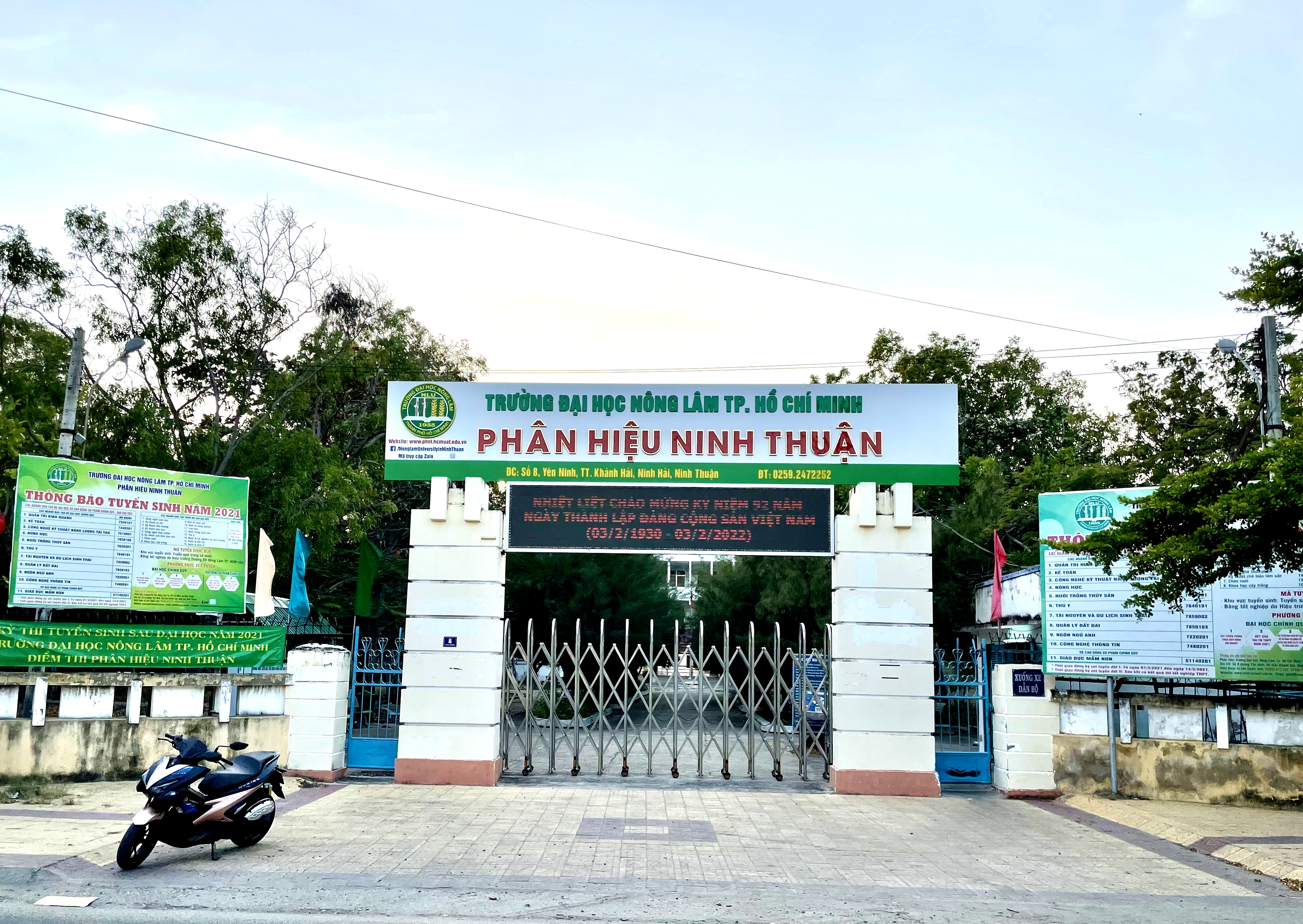
Đại học Nông Lâm, phân hiệu Ninh Thuận, trước đây là Cao Đẳng Sư phạm Ninh Thuận